# Nartkala
Nartkala (in russo Нарткала?) è  una città della Russia, situata in Cabardino-Balcaria, che nel 2010 ospitava una popolazione di circa 30.000 abitanti. La città  è capoluogo dell'Urvanskij rajon e sorge nella zona dove i fiumi Čerek ed Urvan si gettano nel Terek, a circa 25 chilometri a nordest di Nal'čik. Fondata nel 1913 con il nome di Dokshukino presso una stazione ferroviaria, ha ricevuto lo status di città nel 1955 e nel 1967 ha assunto la denominazione attuale.